# Newington Bagpath
Newington Bagpath är en by i civil parish Kingscote, i distriktet Cotswold, i grevskapet Gloucestershire i England. Byn är belägen 5 km från Nailsworth. Newington Bagpath var en civil parish fram till 1935 när blev den en del av Kingscote. Civil parish hade 157 invånare år 1931. Byn nämndes i Domedagsboken (Domesday Book) år 1086, och kallades då Neueton.